# Природні та юридичні права
Природні та юридичні права — це два типи прав.
- Природні права — це права, які не залежать від законів чи звичаїв будь-якої конкретної культури чи уряду, і тому є універсальними, фундаментальними й невідчужними (права) (вони не можуть бути скасовані людськими законами, хоча людина може втратити можливість користуватися ними через свої дії, наприклад, через порушення чужих прав).

- Юридичні права — це права, які даровані людині даною правовою системою (вони можуть бути змінені, скасовані й обмежені людськими законами). Концепція позитивного права пов'язана з концепцією юридичних прав.

Природне право вперше з'явилося у давньогрецькій філософії і згадувалося римським філософом Цицероном. Згодом воно згадувалося в Біблії, а потім було розвинене в Середньовіччі католицькими філософами, такими як Альберт Великий та його учень Тома Аквінський. В епоху Просвітництва концепція природних законів використовувалася для заперечення божественного права королів і стала альтернативним обґрунтуванням створення суспільного договору, позитивного права й уряду — а значить, і юридичних прав — у формі класичного республіканізму. І навпаки, концепція природних прав використовують інші для оскарження легітимності всіх подібних установ.
Ідея про права людини походять від теорій природних прав. Ті, хто відкидає різницю між правами людини й природними правами, розглядають права людини як наступника, який залежить від природного права, природного богослов'я чи християнської теологічної доктрини. Природні права, зокрема, вважаються непідвладними жодному уряду чи міжнародному органу. Загальна декларація прав людини ООН 1948 є важливим правовим документом, що закріпив одну з концепцій природних прав у міжнародному м'якому праві. Природні права зазвичай розглядалися як виключно негативні права, тоді як прав людини включають і позитивні права. Навіть у концепції природних прав людини ці два терміни не можуть бути синонімами.